# 1 tháng 2
Ngày 1 tháng 2 là ngày thứ 32 trong lịch Gregory. Còn 333 ngày trong năm (334 ngày trong năm nhuận).

## Sự kiện
- 772 – Giáo hoàng Ađrianô I tựu nhiệm.
- 1327 – Edward III đăng quang quốc vương Anh ở độ tuổi thiếu niên, song Quốc gia trên thực tế nắm dưới quyền cai trị của mẹ Isabelle và tình nhân Roger Mortimer của ông.
- 1662 – Trưởng quan Formosa của Công ty Đông Ấn Hà Lan là Frederick Coyett ký vào thư đầu hàng tướng phản Thanh phục Minh Trịnh Thành Công, kết thúc cuộc bao vây pháo đài Zeelandia kéo dài trong chín tháng và đặt dấu chấm hết cho Formosa thuộc Hà Lan, mở đầu thời kỳ Minh Trịnh trị Đài Loan, tức 13 tháng 12 năm Tân Sửu.
- 1790 – Phiên họp đầu tiên của Tối cao Pháp viện Hoa Kỳ được tiến hành tại thành phố New York.
- 1793 – Chiến tranh Cách mạng Pháp: Pháp tuyên chiến với Anh Quốc và Hà Lan.
- 1814 – Núi lửa Mayon tại Philippines phun trào, sát hại khoảng 1.200 người, đây là lần phun trào tàn phá nặng nề nhất của núi lửa này.
- 1835 – Chế độ nô lệ bị bãi bỏ tại Mauritius.
- 1861 – Nội chiến Hoa Kỳ: Texas ly khai khỏi Hợp chúng quốc.
- 1864 – Chiến tranh Schleswig lần thứ hai bùng nổ khi các lực lượng của Phổ và Áo vượt qua biên giới tiến vào xứ Schleswig thuộc Đan Mạch.
- 1884 – Quyển đầu tiên (A đến Ant) của Từ điển tiếng Anh Oxford được phát hành.
- 1887 – Ngày ra đời của Hollywood. Đến năm 1903, Hollywood được hưởng quy chế của một thành phố và năm 1910 được sáp nhập vào Los Angeles.
- 1908 – Quốc vương Carlos I của Bồ Đào Nha và con là Vương tử Luís Filipe bị sát hại tại thủ đô Lisboa.
- 1942 – Đài Tiếng nói Hoa Kỳ phát sóng lần đầu tiên với các chương trình nhằm vào những khu vực do phe Trục kiểm soát.
- 1958 – Cộng hòa Ả Rập Thống nhất được hình thành trên cơ sở liên minh giữa Cộng hòa Ai Cập và Cộng hòa Syria.
- 1968 – Chiến tranh Việt Nam: Eddie Adams quay phim và chụp ảnh sự việc Tổng Giám đốc Cảnh sát Quốc gia Việt Nam Cộng hòa Nguyễn Ngọc Loan hành hình sĩ quan Việt Cộng Nguyễn Văn Lém. Bức ảnh góp phần xây dựng Phong trào phản chiến trong Chiến tranh Việt Nam.
- 1972 – Kuala Lumpur trở thành một thành phố theo chiếu chỉ của Yang di–Pertuan Agong của Malaysia.
- 1974 – Kuala Lumpur trở thành một lãnh thổ liên bang của Malaysia.
- 1979 – Giáo chủ Ruhollah Khomeini về đến Tehran, Iran sau gần 15 năm lưu vong.
- 1982 – Sénégal và Gambia thành lập một liên minh lỏng lẻo mang tên Liên minh Sénégambia.
- 1999 – Mã Morse bị loại bỏ trong ngành thông tin hàng hải để thay vào đó là một hệ thống vệ tinh.
- 2003 – Phi thuyền không gian của NASA là Columbia nổ tung trong khi trở về bầu khí quyền của Trái Đất. 7 phi hành gia trên phi thuyền thiệt mạng.
- 2005 – Quốc vương Gyanendra của Nepal tiến hành một cuộc đảo chính nhằm đoạt lấy chính quyền dân chủ, trở thành Chủ tịch của Hội đồng bộ trưởng.
- 2009 – Jóhanna Sigurðardóttir bắt đầu nhiệm kỳ thủ tướng của Iceland, bà là người đứng đầu chính phủ đầu tiên công khai mình là người đồng tính luyến ái.
- 2013 – Tòa nhà cao nhất Liên minh châu Âu là The Shard tại Luân Đôn được mở cửa cho công chúng.
- 2021 - Đảo Chính Myanmar 2021, chính quyền quân sự của tướng Min Aung Hlaing lên nắm quyền

## Sinh
- 1042 – Đỗ Đô, thiền sư nhà Lý, tức 9 tháng 1 năm Nhâm Ngọ (m. ?)
- 1394 – Nhất Hưu Tông Thuần, thiền sư người Nhật Bản, tức 1 tháng 1 năm Giáp Tuất (m. 1481)
- 1659 – Jakob Roggeveen, nhà thám hiểm người Hà Lan (m. 1729)
- 1864 – Sương Nguyệt Anh, nhà thơ, nhà báo người Việt Nam (m. 1921)
- 1871 – Gabriel Veyre, đạo diễn và nhiếp ảnh gia người Pháp (m. 1936)
- 1878 – Charles Tate Regan, nhà ngư học người Anh (m. 1943)
- 1894 – John Ford, đạo diễn và nhà sản xuất người Mỹ (m. 1973)
- 1901 – Clark Gable, diễn viên người Mỹ (m. 1960)
- 1902 – Langston Hughes, tác gia người Mỹ (m. 1967)
- 1902 – Nguyễn Phong Sắc, nhà hoạt động chính trị người Việt Nam (m. 1931)
- 1905 – Emilio G. Segrè, nhà vật lý học người Ý, đoạt giải Nobel (m. 1989)
- 1913 – Siarhiej Vosipavič Prytycki, nguyên thủ quốc gia Byelorussia Xô viết (m. 1971).[1]
- 1915 – Stanley Matthews, cầu thủ bóng đá người Anh Quốc (m. 2000)
- 1922 – Vũ Ngọc Hoàn, Y sĩ Thiếu tướng Quân lực Việt Nam Cộng hòa (m. 1993)
- 1930 – Hussein Muhammad Ershad, chính trị gia người Ấn Độ–Bangladesh, Tổng thống Bangladesh
- 1931 – Boris Yeltsin, chính trị gia người Liên Xô và Nga, Tổng thống Nga (m. 2007)
- 1932 – Nguyễn Văn Kiểm, tướng lĩnh Quân lực Việt Nam Cộng hòa (m. 1969)
- 1940 – Nguyễn Văn Trỗi, quân nhân đánh bom tự sát người Việt Nam (m. 1964)
- 1945 – Phaolô Nguyễn Thái Hợp, giám mục người Việt Nam
- 1946 – Thạch Tịnh, chính trị gia người Việt Nam
- 1952 – Roger Y. Tsien, nhà hóa sinh học người Mỹ
- 1957 – Jackie Shroff, diễn viên người Ấn Độ
- 1958 – Lương Gia Huy, diễn viên người Hồng Kông
- 1960 – Urasawa Naoki, mangaka người Nhật Bản
- 1965
  - Sherilyn Fenn, diễn viên người Mỹ
  - Lý Quốc Hào, diễn viên và võ sĩ người Mỹ (m. 1993)
  - Stéphanie, Thân vương nữ của Monaco
- 1966 – Michelle Akers, cầu thủ bóng đá người Mỹ
- 1967 – Meg Cabot, tác gia người Mỹ
- 1969
  - Gabriel Batistuta, vầu thủ bóng đá người Argentina
  - Brian Krause, diễn viên và nhà biên kịch người Mỹ
- 1972
  - Leymah Gbowee, nhà hoạt động hòa bình người Liberia, đoạt giải Nobel
  - Christian Ziege, cầu thủ bóng đá người Đức
  - Giáng Son, nhạc sĩ và nhà soạn nhạc người Việt Nam
- 1973
  - Óscar Pérez Rojas, cầu thủ bóng đá người Mexico
  - Ye Ji-won, diễn viên người Hàn Quốc
- 1978 – K'naan, nhà soạn nhạc và ca sĩ người Somalia–Canada
- 1982 - Ưng Đại Vệ, nam ca sĩ Việt Nam
- 1984 – Darren Fletcher, cầu thủ bóng đá người Anh Quốc
- 1987 – Sebastian Boenisch, cầu thủ bóng đá người Ba Lan
- 1988 – Higashide Masahiro, diễn viên, người mẫu người Nhật Bản
- 1992 – Ichimichi Mao, diễn viên người Nhật Bản
- 1994 – Harry Styles, ca sĩ người Anh Quốc (One Direction)
- 1997 – Park Ji-hyo, thành viên nhóm nhạc Twice (nhóm nhạc) người Hàn Quốc

## Mất
- 772 – Giáo hoàng Stêphanô III (s. 720)
- 1072 – Lý Thánh Tông, quân chủ triều Lý, tức ngày Canh Dần tháng 1 năm Nhâm Tý (s. 1023)
- 1328 – Charles IV, quốc vương của Pháp (s. 1294)
- 1590 – Catarina thành Ricci, trinh nữ người Ý được phong thánh (s. 1522)
- 1691 – Giáo hoàng Alexanđê VIII (s. 1610)
- 1851 – Mary Shelley, tác gia người Anh Quốc (s. 1797)
- 1865 – Nguyễn Phúc Miên Áo, tước phong Phú Bình Quận vương, hoàng tử con vua Minh Mạng (s. 1817)
- 1895 – Nguyễn Phúc Miên Ôn, tước phong Nam Sách Quận công, hoàng tử con vua Minh Mạng (s. 1833)
- 1903 – George Gabriel Stokes, nhà vật lý học người Anh Quốc (s. 1819)
- 1905 – Gustav Hermann von Alvensleben, tướng lĩnh Phổ (s. 1827)
- 1908
  - Carlos I, quốc vương của Bồ Đào Nha (s. 1863)
  - Luís Filipe, vương tử của Bồ Đào Nha (s. 1887)
- 1922 – Yamagata Aritomo, nguyên soái và chính trị gia người Nhật Bản, thủ tướng của Nhật Bản (s. 1838)
- 1944 – Piet Mondrian, họa sĩ người Hà Lan (s. 1872)
- 1957 – Friedrich Paulus, tướng lĩnh người Đức (s. 1890)
- 1958 – Clinton Davisson, nhà vật lý học người Mỹ, đoạt giải Nobel (s. 1888)
- 1966 – Buster Keaton, tác gia người Mỹ (s. 1895)
- 1968
  - Lê Thị Riêng, nhà hoạt động chính trị người Việt Nam (s. 1925)
  - Nguyễn Minh Hoàng, quân nhân người Việt Nam (s. 1940)
- 1976
  - Werner Heisenberg, nhà vật lý học người Đức, đoạt giải Nobel (s. 1901)
  - George Whipple, thầy thuốc, nhà bệnh lý học người Mỹ, đoạt giải Nobel (s. 1878)
- 1986 – Alva Myrdal, nhà xã hội học và chính trị gia người Thụy Điển, đoạt giải Nobel (s. 1902)
- 2012 – Wisława Szymborska, nhà thơ người Ba Lan, đoạt giải Nobel (s. 1923)